# The Very Best of EMF
The Very Best of EMF – pierwsza kompilacja w dyskografii brytyjskiej grupy EMF, wydana nakładem EMI. Ukazała się ona w 1998 roku wyłącznie na terenie Japonii.

## Lista utworów
1. Children - 5:15
2. Girl Of An Age - 3:56
3. I Believe - 3:50
4. Unbelievable - 3:29
5. Lies - 4:19
6. EMF (Live At The Bilson) - 3:53
7. Travelling Not Running - 4:21
8. They're Here - 4:23
9. Arizona - 4:05
10. Inside - 3:26
11. Getting Through - 4:23
12. She Bleeds - 4:04
13. Search & Destroy - 3:50
14. Perfect Day - 3:35
15. Shining - 6:07
16. Bleeding You Dry - 5:19
17. Glass Smash Jack - 4:19
18. I'm a Believer - 3:08